# او-۲۰۳
او-۲۰۳ (به آلمانی: U-203) یک او-بوت کریگس‌مارینه از نوع ۷سی بود.

## تاریخچه عملیاتی

### گشت دوم
او-۲۰۳ به فرماندهی رولف موتسنبورگ در دومین گشت عملیاتی خود، در قابل تاکتیک ولف‌پک به همراه او-بوت‌های دیگر، شب ۲۸ ژوئیه سال ۱۹۴۱ کاروان او جی ۶۹ بریتانیایی را در شمال غربی دماغه فینیستر مورد حمله قرار داد. در جریان این حمله هاوکینج، کشتی ۲۴۷۵ تنی بریتاینایی به همراه دو کشتی تجاری لاپلند و نوریتا توسط این او-بوت غرق شدند.